# جمال علي
 جمال علي  لاعب كرة قدم عراقي سابق عمل سابقا مدربا لفريق نادي الميناء للموسم 2013- 2014 .
لعب جمال علي في صفوف نادي الطلبة العراقي في نهاية سبعينات القرن الماضي حتى أواخر ثمانينات القرن المنصرم بمعية كوكبة من نجوم الكرة العراقية امثال حسين سعيد ونزار اشرف ويحيى علوان وشاكر علي وعلي حسين وعدنان درجال وحبيب جعفر وسهيل صابر واخرون.
لعب في صفوف المنتخب العراقي بكرة القدم وتواجد مع المنتخب في بطولة كأس العالم في المكسيك ولكنه لم يلعب في تلك البطولة.
بعد اعتزاله مباشرة عمل كمدرب لفريق نادي الطلبة للموسم 1989-1990 ثم انتقل إلى الأردن لتدريب فريق نادي الفحيص وفرق أخرى.
عمل مدربا للفئات العمرية في دولة الإمارات العربية المتحدة ومدربا للفريق الرديف لنادي الشعب الإماراتي كما وعمل في مجال تحليل مباريات كرة القدم في قناة أم بي سي.
عاد إلى العراق ودرب نادي الطلبة للموسم 2011- 2012 وحصل معه على المكرز الرابع بفريق شبابي خالي من النجوم وبإمكانيات مادية محدودة، ثم درب فريق نادي دهوك ونادي النفط للموسم 2012-2013

## روابط خارجية
- جمال علي على موقع الاتحاد الدولي (مؤرشف)  (الإنجليزية)
- جمال علي على موقع قاعدة بيانات كرة القدم.إي يو (الإنجليزية)
- جمال علي على موقع ناشيونال فوتبول تيمز (الإنجليزية)
- جمال علي على موقع Soccerway.com (الإنجليزية)
- جمال علي على موقع كووورة
- جمال علي على موقع أوليمبيديا (الإنجليزية)